# Marcel Lihau
Marcel Ebua Lihau (Lihaú la Moléngo) (región de Lisala, Congo Belga, 2 de septiembre de 1930 - Boston, Estados Unidos, 9 de abril de 1999), constitucionalista congoleño, primer presidente del Tribunal Supremo de la República Democrática del Congo. 

## Biografía
Fue uno de los fundadores de la Unión por la Democracia y el Progreso Social (UDPS), Presidente del Tribunal Supremo, y profesor de Derecho en las Universidades de Harvard y Kinshasa (Lovanium). Estuvo casado con Sophie Lihau-Kanza. 

## Carrera
Durante los años 1950, formó parte del grupo de los primeros estudiantes congoleños en Bélgica; de los que el primero había sido Thomas Kanza. Marcel Lihau estudió Derecho en la Universidad libre de Bruselas. Este grupo de estudiantes congoleños estaba compuesto en la Universidad Católica de Lovaina por Mario Cardoso (Losembe Batwanyele), Paul Mushiete, Charles Bokanga, Albert Bolela y Jonas Mukamba. 
Presidente de la asociación de estudiantes congoleños, Marcel Lihau participó como observador en la mesa redonda belgo-congoleña política y económica de enero de 1960 en Bruselas, organizada por Bélgica para preparar la independencia del Congo Belga.
En septiembre de 1961, pasó a ser secretario general de Justicia, en el Colegio de los Comisarios Generales.
En 1961, fue Secretario de Estado de Justice en el gobierno Ileo.
En 1962, se doctoró en Derecho por la Universidad de Lovaina, y en 1963 pasó a ser encargado de cursos, y luego profesor y Decano en la Facultad de Derecho de la Universidad Lovanium en Kinshasa.

### Constituciones
Como el Parlamento no conseguía llegara a redactar una constitución definitiva, el presidente Kasa-Vubu confió su redacción a una comisión presidida por Joseph Iléo, Presidente del Senado, con la ayuda de Marcel Lihau. Se elaboró una Constitución entre el 10 de enero y el 11 de abril de 1964, que fue aprobada por el pueblo congoleño el 10 de julio. Esta Constitución, llamada "de Luluabourg", definió un Estado Federal, multipartidista y un sistema bicameral.
El 24 de noviembre de 1965, el general Mobutu instaura, tras un golpe de Estado la segunda República. Se crea un nuevo partido político, el Movimiento Popular de la Revolución (MPR) y Étienne Tshisekedi redacta su manifiesto fundacional, el llamado Manifiesto de la N'Sele en 1966. El gobierno solicita a Marcel Lihau la redacción de una nueva constitución, que se aprobará por referéndum el 24 de junio de 1967, la Constitución de la Segunda República, llamada revolucionaria, define un Estado unitario con régimen presidencialista, prevé al menos dos partidos políticos y un sistema unicameral.

### Gobierno y Poder Judicial
En 1967, pasa a ser Delegado general de la sección de investigaciones jurídicas en la Oficina Nacional de Investigación y Desarrollo (ONRD), y en 1968, Presidente del Tribunal Supremo del Congo. En 1971 pasa a ser miembro del Comité Ejecutivo del Movimiento popular de la Revolución (MPR), y se le nombra Comisario Político en el Politburó en 1974. En julio de 1975, es cesado en sus funciones de profesor y de Presidente del Tribunal Supremo, al negarse a acompañar a Mobutu fuera de la legalidad constitucional.

### Oposición
El 15 de febrero de 1983, participa en la fundación de la Unión para la Democracia y el Progreso Social (UDPS). Condenado por su actividad política, se le encarcela y aísla como a los "Trece Parlamentarios" de la UDPS. A partir de 1985 se exilia durante varios años en los Estados Unidos, y ejercerá de profesor de Derecho Constitucional en la Universidad de Harvard.
Como Presidente Nacional de la UDPS, propuso una Conferencia Natconal que propiciase una transición democrática. Participó activamente en la Conferencia Nacional Soberana (CNS) y presidió la comisión constitucional.